# Bloch: Tod eines Freundes
Tod eines Freundes ist ein deutscher Fernsehfilm von Züli Aladağ aus dem Jahr 2009. Es ist die sechzehnte Episode der Fernsehreihe Bloch.

## Handlung
Bloch muss feststellen, dass er offensichtlich von dem Burnout-Syndrom betroffen ist und seinen Mitmenschen gegenüber sehr gereizt auftritt. Obwohl er sich eigentlich selbst Ruhe verordnet hat, übernimmt er einen neuen Klienten aus Liebe zu seiner Lebensgefährtin Clara. Dabei handelt es sich um Frank Rode. Er war einst in Afghanistan als Soldat im Einsatz und steht seit einiger Zeit täglich bei Nele Seifert im Garten, um nach dem tragischen Tod von Neles Mann Richard, ihr und ihrem Sohn Paul ein Gefühl der Sicherheit zu geben. Nele ist Claras Freundin und hat sich hilfesuchend an sie gewandt, weil ihr diese Belagerung langsam zu viel wird.
Auch nach einem Jahr hat Richard Seifert noch immer nicht in einen normalen Alltag zurückgefunden. Auch an ein harmonisches Miteinander innerhalb der Familie mit seiner Frau Judith und der gemeinsamen Tochter Tina ist kaum zu denken. Immer wieder zieht er sich zurück, streift durch die Wälder und redet kaum, weil ihn das Erlebte nicht aus dem Kopf geht. Zudem fühlt er sich mitschuldig, weil er seinem Freund Frank nicht helfen konnte, als er von einer Kugel getroffen wurde. Er will aber auch nicht akzeptieren, dass er krank ist und mit seinem Verhalten seinen Mitmenschen nur weh tut. Dementsprechend verweigert er eine Zusammenarbeit mit Bloch, der sich nun überlegt, wie er Zugang zu seinem Klienten bekommt. So bringt er ihm, nach einer erneuten Nacht im Garten von Nele, einfach ungefragt Frühstück und kann so ein wenig mit ihm ins Gespräch kommen. Bloch versucht Rode klarzumachen, dass Nele das alles Angst macht und sein Freund Frank ihm sicher nicht gesagt hätte, dass er sie hier täglich belagern solle. Dr. Maximilian Bloch vermutet hinter Rodes Verhalten eine posttraumatische Belastungsstörung. Mit einer seltsamen Übung, versucht Bloch einen ersten Behandlungsansatz: Rode soll sich 5 Minuten lang konzentrieren und sich einen rosa Elefanten vorstellen. Er findet das zwar albern, aber fügt sich und ist erstaunt, wie einfach er damit sein Gedankenkarussel der Kriegsbilder im Kopf unterbrechen kann. Bloch genügt das aber nicht und er nimmt Kontakt zu Rodes Stabsarzt auf, der ihn zu einem Kameraden Rodes schickt. Dieser berichte ihm von dem tödlichen Angriff, bei dem Frank gestorben war und meint, dass sich Rode seit dem sehr verändert hätte. Deshalb will Bloch bei Rode diese Erinnerungen noch einmal hervorholen, obwohl dass sehr schmerzhaft für seinen Klienten werden wird. Aber seiner Erfahrung nach können nur so die verdrängten Erinnerungen an die Oberfläche gelangen und die Seele endlich mit der Heilung beginnen. Auch wenn Rode nur noch Ablehnung aus seinem persönlichen Umfeld erfährt, ist er nicht bereit sich darauf einzulassen, sondern plant eigentlich sich umzubringen. Letztendlich bringt er das aber nicht fertig, sondern spricht lieber doch mit Bloch, der ihn nun dazu bringt sich an die unwesentlichsten Kleinigkeiten dieses schicksalsreichen Tag in Afghanistan zu erinnern. Hier kommt zutage, dass Rode dabei einen Jungen nicht gleich erschossen hatte, weil er ihn an seinen eigenen Sohn erinnert hatte. Erst nachdem dieser junge Taliban die tödliche Kugel auf seinen Kameraden abgefeuert hatte, konnte er nicht anders und hatte ihn gezielt erschossen. Bloch bestärkt ihn darin richtig gehandelt zu haben, weil das Zögern eigentlich ein gutes Zeichen war.

## Produktion
Tod eines Freundes wurde vom 13. November 2008 bis zum 15. Dezember 2008 unter dem Arbeitstitel Kollateralschäden in Köln und Umgebung gedreht und am 16. September 2009 im Rahmen der ARD-Reihe „FilmMittwoch im Ersten“ um 20:15 Uhr erstausgestrahlt.
In der Episode interpretiert der Hauptdarsteller Dieter Pfaff Johnny Cashs Country-Lied Ring of Fire.

## Kritik
Rainer Tittelbach von Tittelbach.tv schrieb: „Die Story um eine posttraumatische Störung ist konsequent von Grimme-Preiträger Züli Aladag bis an die Schmerzgrenze erzählt.“ „Bloch ist diesmal auch ein Stück weit in politischer Mission unterwegs,“ doch „Den direkten, emotionalen Antrieb liefern die Schauspieler“, die „einen hineinziehen in diese Alptraumsituation und weil Regisseur Züli Aladag einen durchgängigen Erzählton findet. Eine klare Dramaturgie, nicht zu viele Dialoge, eine reduzierte Bildsprache, eine stimmige Ausstattung und eine Lichtästhetik, wie man sie im Fernsehen nicht alle Tage sieht, unterstützen die Gesamtwirkung des Films: sie machen ‚Tod eines Freundes‘ nicht weniger anstrengend, dafür umso faszinierender. “
Die Kritiker der Fernsehzeitschrift TV Spielfilm vergaben dem Film die bestmögliche Wertung, sie zeigten mit dem Daumen nach oben. Sie konstatierten: „Bloch [merkt]: Frank [seit seinem Bundeswehreinsatz in Afghanistan schwer traumatisiert] ist noch im Krieg – eine tickende Bombe… Ein brisantes, wichtiges Thema, das dank der ruhigen, konzentrierten Regie von Züli Aladag unter die Haut geht!“ Das Resümee lautet: „Krieg ist ein Angriff auf die Seele“.
Bei der Frankfurter Allgemeinen fasste Christian Heger kurz zusammen: Der Film „brilliert durch stimmungsvolle Bilder und ein überzeugendes Schauspiel-Ensemble.“
Focus Online wertete: „Jeder ‚Bloch‘ ist bemerkenswert. Klug und kunstvoll. Diese Folge von Regisseur Züli Aladag, gedreht in den Camouflagefarben einer Soldatenhose, ragt heraus. Dieter Pfaff ist wieder zu fett, zu weinerlich, zu belästigend. Das spielt er grandios. Einer, der zur richtigen Zeit brüllt oder sanft seufzt. Der sich abarbeitet am aggressiven und angstvollen Rode, dem Jochen Nickel alle Nuancen geben kann.“
Der Deutsche Filmdienst schrieb: „Solide inszenierter (Fernsehserien-)Film um den gewichtigen Therapeuten vor dem Hintergrund eines tagespolitisch brisanten Themas. “
Christian Buß schrieb für den Spiegel: „Wenn heutzutage, wie es der ehemalige Bundesverteidigungsminister Struck einmal formulierte, die Freiheit Deutschlands auch am Hindukusch verteidigt wird, dann müssen die Ereignisse dort eben auch zurückstrahlen in die hiesige Filmproduktion. So haben die geopolitischen Verstrickungen ganz unverhofft ein Genre reaktiviert, das hierzulande eigentlich seit der Zeit nach dem Zweiten Weltkrieg ruhte: das Heimkehrerdrama.“